# ましろぼたん
『ましろぼたん』は、2007年にFizzから発売された18禁恋愛アドベンチャーゲームである。

## 解説
Fizzの第2作にあたる本作は、雪深い街を舞台に、ましろという二人の対照的な少女の間で思い悩む少年を描いたラブコメディ作品である。
Hシーンの大半は着衣状態のものを占めている。
また、ヒロイン全員が黒タイツを着用しているのも特徴だが、予約特典である『ニーソディスク』を導入することで黒タイツの部分がニーソックスに差し替えられる。
2007年8月に開かれたコミックマーケット72でファンディスク『ましろぼたんミニファンディスク～ゆかなんのホワイトバレンタイン～』（以下：ゆかなんのホワイトバレンタイン）が先行販売され、同年8月24日に一般発売された。『ゆかなんのホワイトバレンタイン』は、人気投票で一位を獲得した由佳菜のアフターストーリーとなっており、時系列は由佳菜のエンディングとエピローグの間になっている。また、WEBドラマを基にしたゲームも演出を強化したうえで4つ収録されている。

## あらすじ
最上 時也はある日、雪に埋もれていた少女を助ける。少女が名前を名乗らなかったため、時也は心の中で彼女を「ゆきんこ」と名付けていた。
そして数日後、「ゆきんこ」が時也のクラスへ編入してくる。
だが、「ゆきんこ」こと宮園 ましろは初めて出会った時とは別人のような態度をとり、時也を困惑させた。

### ゆかなんのホワイトバレンタイン
二月のある日、時也は美久の呼び出しを受け、由佳菜と三人でチョコレートを作ることになった。
すると、美久は由佳菜と三人で2月14日にデートをしないかと持ちかけてきたので、二人は承諾する。だが、バレンタイン当日、デート先で時也は由佳菜の機嫌を損ねてしまう。
果たして、時也は由佳菜の手作りチョコレートを手に入れられるのだろうか。

## 登場人物
最上 時也（もがみ ときや）
本作の主人公。
宮園 ましろ（みやぞの ましろ）
声：北都南
時也が道で出会った小柄な少女。初めて出会った時は雪に埋もれていたうえ自ら名前を名乗らなかったこともあり、時也は心の中で「ゆきんこ」という仮名をつけた。名前が判明してからはシロちゃんと呼ばれている。
出会った当初は、内気ながらも素直な人物であるように時也からは思われていた。転校初期は周りとはなかなか打ち解けなかった。
雪だるまを作ることが好きで、整理整頓が苦手。
柿崎 真白（かきざき ましろ）
声：佐本二厘
柿崎家の次女。時也のいとこにして幼馴染で同級生。
柿崎家の家事は彼女の担当で一見するとしっかりしているが、そそっかしい上朝に弱い。
新体操部に所属している。
美里 美久（みさと みく）
声：桜川未央
時也の先輩で、かつて彼との関係が噂されていた。美人だが、「忘れました」と「うそです」が口癖で、いつもぼんやりしているため、彼女の言うことはどこまでが本当でどこまでが虚偽なのか周囲の人間は見当がつかずにいる。大飯喰らいで、時也が出会うときは大体何かを食べている。
白石 由佳菜（しらいし ゆかな）
声：安玖深音
真白の新体操部での後輩。普段は真面目で冷静だが、時也の前では子どもっぽい性格になり、IP（怒りポイント）がたまったと称してよくあたってくる。
柿崎 藍理（かきざき あいり）
声：海原エレナ
柿崎家の長女で、真白の姉にあたり、妹を溺愛している。幼少時の時也からは「藍理姉ちゃん」と呼ばれていた。突飛で強引ながらも、人に気に入られやすく、助けを呼んでくることもある。
料理は作れるが味の保証ができないにもかかわらず、イタリアンレストランでウェイトレスのアルバイトをしている。
最上 陽子（もがみ ようこ）
声：神咲あかり
時也の母親で、柿崎姉妹の叔母。
穏やかな人物だが、鈍感でそそっかしい上、思い立った時の行動力が時也でも手におえないほど強いため、時也からは母親というより大きな妹のように思われている。
妊娠したと言って息子を連れて姉一家のもとへ引っ越し、仮住まいが見つかるまでの一時的な居候だというが、居候状態が長期化している。
宮園 柚姫（みやぞの ゆずき）
声：Ha☆chi
ましろの妹。無口で考えが読みにくいが、姉ほど態度は硬化していない。家族間の仲が悪く、姉の唯一の味方は自分だと思っている一方、ましろ本人は苦手意識を抱いているのかあまり会おうとしない。
山田 克明（やまだ よしあき）
声：なし
時也の友人。

## スタッフ
- 原画:闇野ケンジ、水月悠
- 脚本：雪村戌、朧月（サブ）、でぇすて（サブ）
- オープニングアニメーション：神月社
- 主題歌：「淡雪」
  - 作詞・歌：佐倉紗織
  - 作曲・編曲：a.k.a.dRESS（ave;new）

## 関連商品
- CD
  - オリジナルサウンド&ドラマアルバム「Light Snow」（初回特典）
  - ドラマCD「チョコパフェくださいな♪」（Sofmap特典）
  - ドラマCD「雪ダルマ姉妹の物語」（メッセサンオー特典）
- 枕カバー（ましろ、ゆかな）：2007年7月27日発売